# Barney Kessel
Barney Kessel, född 17 oktober 1923 i Muskogee, Oklahoma, död 5 juni 2004 i San Diego, Kalifornien, var en amerikansk jazzgitarrist. Han är känd som en av pionjärerna inom elgitarren och från drygt sextio inspelningar.
Kessel var inspirerad av Charlie Christian och spelade med Jay McShann och andra i hemstaden innan han 1942 flyttade till Los Angeles och blev känd i jazzfilmen Jammin' the blues från 1944. Han blev medlem i orkestrar ledda av Artie Shaw, Charlie Barnet och Benny Goodman samt i Jazz at the Philharmonic med Norman Granz (1944–). Vidare var han en mycket anlitad studiomusiker (1948–).
Kessel var också en av de första gitarristerna som övergick från swing till bebop. Han medverkade 1947 på inspelningar med Charlie Parker, där man hör att han ändå spelar i en avancerad swingstil. 1952–53 spelade Kessel i Oscar Petersons trio med Ray Brown.
En hjärtattack gjorde att karriären avslutades 1992.

## Diskografi

### Som ledare
- 1954 – Vol. 1: Easy Like (Contemporary)
- 1954 – Vol. 2: Kessel Plays Standards (Contemporary)
- 1954 – Barney Kessel (Contemporary)
- 1955 – Vol. 3: To Swing or Not to Swing (Contemporary)
- 1957 – Music to Listen to Barney Kessel by (Contemporary)
- 1957 – The Poll Winners med Shelly Manne, Ray Brown (Contemporary)
- 1957 – Let's Cook! (Contemporary)
- 1958 – The Poll Winners Ride Again med Shelly Manne, Ray Brown (Contemporary)
- 1959 – Modern Jazz Performances from Bizet’s Carmen (Contemporary)
- 1959 – Some Like It Hot med Art Pepper (Contemporary)
- 1960 – The Poll Winners Three! med Shelly Manne, Ray Brown (Contemporary)
- 1960 – The Poll Winners Exploring the Scene! med Shelly Manne, Ray Brown (Contemporary)
- 1961 – Bossa Nova (Reprise)
- 1961 – Workin' Out with the Barney Kessel Quartet (Contemporary)
- 1962 – Let’s Cook (Contemporary)
- 1963 – Barney Kessel's Swingin' Party at Contemporary (Contemporary)
- 1963 – Contemporary Latin Rhythms (Reprise)
- 1965 – On Fire (Emerald)
- 1969 – Hair Is Beautiful (Atlantic)
- 1969 – Limehouse Blues med Stéphane Grappelli (Freedom)
- 1969 – Feeling Free med Bobby Hutcherson, Elvin Jones (Contemporary)
- 1969 – What’s New… Barney Kessel? (Mercury)
- 1970 – Guitarra (RCA)
- 1970 – I Remember Django med Stéphane Grappelli (Black Lion)
- 1971 – Swinging Easy! (Black Lion)
- 1973 – Summertime in Montreux (Black Lion)
- 1974 – Two Way Conversation med Red Mitchell (Sonet)
- 1975 – Straight Ahead – The Poll Winners med Shelly Manne, Ray Brown (Contemporary)
- 1975 – Blue Soul (Black Lion)
- 1975 – Just Friends (Sonet)
- 1977 – Poor Butterfly med Herb Ellis (Concord Jazz)
- 1977 – Soaring (Concord Jazz)
- 1983 – Solo (Concord Jazz)
- 1987 – Spontaneous Combustion (Contemporary)
- 1988 – Red Hot and Blues (Contemporary)

### Som sideman
Med Georgie Auld
- 1956 – In the Land of Hi-Fi (EmArcy)

Med Chet Baker
- 1969 – Albert's House (Beverley Hills)

Med Ella Fitzgerald
- 1956 – Ella Fitzgerald Sings the Cole Porter Songbook (Verve)

Med Hampton Hawes
- 1958 – Four! (Contemporary)

Med Billie Holiday
- 1952 – Billie Holiday Sings (Clef Records)
- 1954 – Billie Holiday (Clef Records)
- 1954 – Billie Holiday at Jazz at the Philharmonic (Clef Records)
- 1955 – Music for Torching (Clef Records)
- 1956 – Velvet Mood (Clef Records)
- 1956 – Lady Sings the Blues (Clef Records)
- 1957 – Body and Soul (Verve)
- 1957 – Songs for Distingué Lovers (Verve)
- 1958 – All or Nothing at All (Verve)

Med Milt Jackson
- 1956 – Ballads & Blues (Atlantic)

Med Oliver Nelson & Steve Allen
- 1968 – Soulful Brass (Impulse!)

Med Anita O'Day
- 1956 – Anita (Verve)
- 1956 – Pick Yourself Up with Anita O'Day (Verve)
- 1958 – Anita O’Day Sings the Winners (Verve)
- 1959 – Anita O'Day Swings Cole Porter with Billy May (Verve)
- 1961 – Trav'lin' Light (Verve)

Med Sonny Rollins
- 1959 – Sonny Rollins and the Contemporary Leaders (Contemporary)